# グレン・フィカーラ
グレン・フィカーラ（Glenn Ficarra）は、アメリカ合衆国の映画監督、脚本家。

## 作品
- キャッツ & ドッグス Cats & Dogs (2001) - 脚本・製作・ロシアンブルー役の声の出演担当
- バッドサンタ Bad Santa (2003) - 脚本
- ルーニー・テューンズ:バック・イン・アクション Looney Tunes: Back in Action (2003) - 脚本
- がんばれ!ベアーズ ニュー・シーズン Bad News Bears (2005) - 脚色
- フィリップ、きみを愛してる! I Love You Phillip Morris (2009) - 監督・脚本
- キャッツ & ドッグス 地球最大の肉球大戦争 Cats & Dogs: The Revenge of Kitty Galore (2010) - 原案
- ラブ・アゲイン Crazy, Stupid, Love. (2011) - 監督
- フォーカス Focus (2015) - 監督・脚本
- コウノトリ大作戦! Storks (2016) - 製作
- アメリカン・レポーター Whiskey Tango Foxtrot (2016) - 監督
- This is us (2016-) - テレビドラマシリーズ監督
- ラビット・ホール/指名手配のスパイ Rabbit Hole (2023) 原案・製作総指揮